# Зачатівка (Горлівський район)
Зача́тівка — селище Шахтарської міської громади Горлівського району Донецької області, Україна. Населення становить 568 осіб.

## Загальні відомості
Відстань до райцентру становить близько 7 км і проходить автошляхом Н21.
Землі селища межують із територією смт Сердите Шахтарської міської ради та с. Цупки Харцизької міської ради Донецької області.
Унаслідок російської військової агресії Зачатівка перебуває на території ОРДЛО.

## Населення
За даними перепису 2001 року населення селища становило 568 осіб, із них 26,58 % зазначили рідною мову українську, 72,18 % — російську, 0,53 % — молдовську та 0,18 % — грецьку мову.